# Anniversary
Anniversary – album kompilacyjny jamajskiej sekcji rytmicznej Sly & Robbie oraz wspierającego ją zespołu The Taxi Gang.
Płyta została wydana 25 września 2007 roku przez Taxi Records, własną wytwórnię Dunbara i Shakespeare’a. Oni też zajęli się produkcją całości.
W roku 2008 krążek został nominowany do nagrody Grammy w kategorii najlepszy album reggae. Była to czwarta nominacja do tej statuetki w karierze muzyków.

## Lista utworów
1. „Rent A Car”
2. „The Sound Of Music”
3. „Unmetered Taxi”
4. „Bread Man Shuffle (Live It Up)”
5. „Fire In The Oven”
6. „Viva Tirado”
7. „Good Love” feat. Cherine Anderson
8. „Lean With It” feat. Mr. Vegas
9. „The Real Thing” feat. Bitty McLean
10. „Ain’t Who You Know” feat. Leba Hibbert
11. „Spanisg Town Blues” feat. Diana King
12. „Crazy Bald Head” feat. Beenie Man, Luciano
13. „Skin Tight” feat. Red Dragon, Brian & Tony Gold
14. „Ticket To Ride” feat. Gwen Guthrie
15. „Rasta Fiesta”
16. „Hot You Hot”
17. „House Is Not Home” feat. Lenky
18. „Maxi Taxi”

## Muzycy
- Omar Clennon – gitara
- Mikey „Mao” Chung – gitara
- Lloyd „Gitsy” Willis – gitara
- Kazuhiki „Kaz” Asonuma – gitara
- Robbie Shakespeare – gitara basowa
- Sly Dunbar – perkusja
- Uziah „Sticky” Thompson – perkusja
- Franklyn „Bubbler” Waul – fortepian, keyboard
- Steven „Lenky” Marsden – fortepian, keyboard
- Robert Lynn – fortepian, keyboard
- Ansel Collins – fortepian
- Dean Fraser – saksofon
- Junior „Chico” Chin – trąbka
- Ronald „Nambo” Robinson – puzon
- The Wailing Souls – chórki